# Bennett Davison
Bennett Rodney Davison (San Francisco, 21 novembre 1975) è un ex cestista statunitense.

## Palmarès
- Campione NCAA (1997)
- Campionato croato: 1

Cibona Zagabria: 2005-06